# 인투 더 썬 (영화)
《인투 더 썬》(Into The Sun)은 미국에서 제작된 밍크 감독의 2005년 액션, 모험, 스릴러 영화이다. 스티븐 시걸 등이 주연으로 출연하였고 프랭크 힐드브랜드 등이 제작에 참여하였다.
일본에서는 극장 개봉되었으나 미국에서는 DVD로 출시되었다.

## 출연

### 주연
- 스티븐 시걸

### 조연
- 매튜 데이비스
- 오오사와 타카오
- 에디 조지
- 윌리암 아서톤
- 줄리엣 마퀴스

## 기타
- 제작책임: 짐 베그
- 공동제작: 필립 B. 골드핀
- 협력프로듀서: 빈 당
- 미술: 피터 J. 햄프톤
- 의상: 팀 채펠
- 해외촬영부문: 와다쿠라 카즈토시
- 해외촬영부문: 셀린 글럭